# Malzūza
Die Malzūza waren im Mittelalter ein berberischer Stamm in Tripolitanien (Libyen) und Ifrīqiya (Tunesien). Einige Malzūza (z. B. die Banū Dānis) hatten sich nach der islamischen Eroberung der Iberischen Halbinsel auch in al-Andalus (Spanien und Portugal) niedergelassen.
Dem arabischen Historiker Ibn Chaldūn zufolge gehörten die Malzūza zum Stamm der Al-Butr innerhalb der Stammesgruppe der Ḍarīsa, anderen Angaben zufolge zur Stammeskonföderation der Zanata-Berber. Der überwiegende Teil der Malzūza soll 772 getötet worden sein, nachdem der arabische Generalgouverneur Yazid ibn Hatim ibn Kabisa ibn al-Muhallab den charidschitischen Berber-Aufstand des Abū Ḥātim al-Malzūzī niedergeschlagen hatte. Die überlebenden Reste der Malzūza schlossen sich anderen Berber-Konföderationen an, noch im 10. Jahrhundert sollen sie erwähnt worden sein.
Im 13. Jahrhundert bezeichnete sich der marokkanische Dichter Abu Faris Abdelaziz ibn Abdarrahman als al-Malzuzi (d. h. „vom Stamm der Malzūza“).

## Weblink
- Encyclopaedia of Islam (Second Edition) online: Malzūza